# Icerya aegyptiaca
Icerya aegyptiaca är en insektsart som först beskrevs av Douglas 1890.  Icerya aegyptiaca ingår i släktet Icerya och familjen pärlsköldlöss. Inga underarter finns listade i Catalogue of Life.

## Bildgalleri

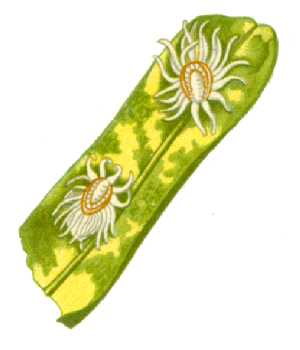